# Inghilda Tapio
Inghilda Tapio (amtlich Inger Gunhild Maria Tapio; geborene Valkeapää) (* 1946 in Karesuando) ist eine samische Autorin, Übersetzerin, Künstlerin und Schauspielerin in Schweden.

## Leben
Inghilda Tapio wuchs in einer samischen Rentierhalterfamilie in der Siedlung Könkämä auf. Sie studierte Schwedisch, Samisch, Englisch und Pädagogik an der Universität Umeå in Schweden. Später studierte sie auch Kunst an der Volkshochschule in Sunderby und des Weiteren Dramaturgie in Inari in Finnland. Sie arbeitete als Lehrerin und Schauspielerin. Sie schauspielerte in der Theatergruppe Dálvadis und am Giron Sámi Teáhter in Kiruna. Gleichzeitig widmete sie sich dem Schreiben, Zeichnen und Malen. Im Jahre 1979 debütierte sie mit dem Buch Mu lundo sámi luondu. Einige Jahre später erhielt sie dann 1995 den Literaturpreis des Samischen Rates für die Gedichtsammlung Ii fal dan dihte (deutsche Übersetzung: Nicht nur deswegen).
Tapio lebt und arbeitet in ihrem nordschwedischen Geburtsort Karesuando. Im Jahre 2016 drehte die australische Regisseurin Janet Merewether einen Dokumentarfilm über das Leben von Inghilda Tapio. Inghilda Tapio schreibt ihre Werke in nordsamisch und schwedisch, aber viele von ihren Kinderbüchern wurden auch in andere samische Sprachen übersetzt. Ihre Gedichte werden auch in Englisch, Spanisch und Deutsch übersetzt und veröffentlicht.

## Veröffentlichungen
- Inghilda Tapio: Beaivvit guhkkot otnot. Davvi girji, Kárášjohka 2018, ISBN 978-82-329-0078-7 (nordsamisch).
- Inghilda Tapio: Sami muitalusat : bálggis davvisámi máinnasteapmái = Samiska sagor : en resa i nordsamiska historieberättande. Illustriert von Ulrika Tapio Blind. Varda, Harads 2017, ISBN 978-91-979574-6-5 (nordsamisch, schwedisch).
- Inghilda Tapio: Davvelis gouvssonástti. Illustriert von Ulrika Tapio Blind. Davvi girji, Kárášjohka 2013, ISBN 978-82-7374-799-0 (nordsamisch).
- Rose-Marie Huuva, Thomas Marainen, Simon Marainen, Inghilda Tapio: Viiđat : divttat Sámis = Vidd : dikter från Sápmi. Podium, Stockholm 2006, ISBN 978-91-89196-39-1 (nordsamisch, schwedisch).
- Inghilda Tapio: Ii fal dan dihte. DAT, Guovdageaidnu 1995, ISBN 978-82-90625-27-1 (nordsamisch).
- Inghilda Tapio: Mu luondu – sámi luondu. Jårgalæđđji, Tana 1979 (nordsamisch).

### In Anthologie (auf Deutsch)
- Worte verschwinden / fliegen / zum blauen Licht : Samische Lyrik von Joik bis Rap. Übersetzt von Christine Schlosser. In: Johanna Domokos, Christine Schlosser, Michael Rießler (Hrsg.): Samica. Band 4. Albert-Ludwigs-Universität Freiburg, Freiburg 2019, ISBN 978-3-9816835-3-0, S. 222–229.

## Auszeichnungen
- 1997 Literaturpreis des Samenrates
- 2013 Klockrikestipendiet der Harry-Martinson-Gesellschaft (gemeinsam mit Ulrika Tapio Blind)